# 寺社
寺社（じしゃ）は、日本における寺院と神社の総称である。社寺（しゃじ）あるいは神社仏閣（じんじゃ ぶっかく）とも呼ばれる。
寺社という言葉は江戸時代までの仏主神従の考えによるもので、一方、社寺という言葉は平安時代頃から使われた形跡があるが、主に神社優先の考えに基づいた明治期以降に多く使われた。

## 神仏習合
寺院も神社も（神も仏も）信仰の対象としては変わりなく、明治の神仏分離令以前は、特に区別する必要が無ければ両方含めて扱われることも多かった。
背景には神仏習合の歴史があり、土着の神道と渡来して普及した仏教（特に密教）が混淆して修験道などの多様な信仰を生み出してきた。それを理論づけようとした本地垂迹説の「権現」名のようにどちらともつきがたい場合もある。建物の例としては「神宮寺」などがある。
多くは明治期の神仏分離の流れにより、既に一体化した存在であったものも強制的に神社・寺院に分離させられ一方が廃されることも起きた。
しかしながら民衆レベルでは戦中の一時期を除いて、そう大きな意識の変化は起こっておらず国家神道の枠に収まりきらない民間信仰・祭りなど各地の伝承はそのまま伝えられてきた。
現代では、「日本人は信仰心が薄い」とよく言われるように葬式など特別の時以外は寺社の違いはあまり意識されておらず、現世利益的・または観光対象として同列に述べられている例が多い。